# Leiderdorp
Leiderdorp és un municipi de la província d'Holanda del Sud, al sud dels Països Baixos. L'1 de gener del 2021 tenia 27.377 habitants repartits sobre una superfície de 12,29 km² (dels quals 0,57 km² corresponen a aigua).

## Personatges il·lustres
- Taeke Wiebe Doekes Taekema, jugador de hockey.
- Matthijs de Ligt, jugador de futbol.

## Ajuntament
- VVD 5 regidors
- PvdA 4 regidors
- CDA 4 regidors
- BBL 3 regidors
- GroenLinks 3 regidors
- Leiderdorp Anders (Jean-Paul Voets, escindit de SP Leiderdorp) 1 regidor
- Liberaal Leiderdorp (Hugo Langenberg, escindit de VVD) 1 regidor

## Agermanaments
- Šamorín, Eslovàquia